# NGC 5599
NGC 5599 (другие обозначения — UGC 9218, MCG 1-37-10, ZWG 47.30, IRAS14213+0647, PGC 51423) — спиральная галактика (Sb) в созвездии Дева.
Этот объект входит в число перечисленных в оригинальной редакции «Нового общего каталога».